# Ronde van Frankrijk 1952
| Route van de Ronde van Frankrijk 1952. |                   |              |
| Eindklassement                         |                   |              |
| Algemeen klassement                    | Fausto Coppi      | 151h 57' 20" |
| Tweede                                 | Stan Ockers       | + 28' 17"    |
| Derde                                  | Bernardo Ruiz     | + 34' 38"    |
| Vierde                                 | Gino Bartali      | + 35' 25"    |
| Vijfde                                 | Jean Robic        | + 35' 36"    |
| Zesde                                  | Fiorenzo Magni    | + 38' 25"    |
| Zevende                                | Alex Close        | + 38' 32"    |
| Achtste                                | Jean Dotto        | + 48' 01"    |
| Negende                                | Andrea Carrea     | + 50' 28"    |
| Tiende                                 | Antonio Gelabert  | + 58' 16"    |
| Rode Lantaarn                          | Henri Paret (78e) | + 7h 15' 06" |
| Bergklassement                         | Fausto Coppi      | 92 punten    |
| Tweede                                 | Antonio Gelabert  | 69 punten    |
| Derde                                  | Jean Robic        | 60 punten    |
| Ploegenklassement                      | Italië            | 455h 56' 40" |
| Tweede                                 | Frankrijk         | -            |
| Derde                                  | België            | -            |

De 39e editie van de Ronde van Frankrijk ging van start op 25 juni 1952 in Brest. Hij eindigde op 19 juli in Parijs. Er stonden 123 renners verdeeld over 12 ploegen aan de start.
Dit jaar waren er voor het eerst finishes bergop, aan het eind van een beklimming - en daarvan meteen drie: De tiende etappe naar Alpe d'Huez, de elfde naar Sestrières en de 21e naar de Puy de Dôme. Fausto Coppi was favoriet na een overtuigende overwinning in de Giro eerder dat jaar.
In de aanloop naar de bergen had Coppi al zijn vorm aangegeven door de tijdrit te winnen. De Fransman Nello Lauredi kwam die dag in het geel, maar de Italianen namen spoedig de macht over, en voorafgaande aan de rit naar Alpe d'Huez reed Andrea Carrea in het geel met Fiorenzo Magni op de tweede plaats. De favorieten bleven bijeen tot aan de voet van de slotklim. Hier viel Jean Robic aan. Raphaël Géminiani kon nog even meekomen, maar al snel bleven slechts Robic en Coppi over. 6 kilometer voor de top reed Coppi weg, en hij kwam alleen aan. Hij pakte de gele trui met slechts 1 seconde voorsprong op Carrea. Het was de eerste Touretappe die live op televisie werd uitgezonden.
De volgende etappe begon met een Franse aanval, geleid door Géminiani op de Col de la Croix-de-Fer. Bij aankomst aan de voet van de tweede col, de Télégraphe, bestond de leidende groep nog maar uit 15 man, en ontsnapte de Fransman Jean Le Guilly. Op de Galibier ging Coppi in de aanval, en noch de andere rijders in de kopgroep noch Le Guilly waren in staat hem te volgen. Bij de top had hij al een voorsprong van 2'45", en aan de finish in Sestrières was dit opgelopen tot 7 minuten op nummer 2, Bernardo Ruiz, en 9 1/2 minuut op nummer 3, Stan Ockers. In het algemeen klassement was zijn voorsprong nu al 20 minuten.
De eerste Pyreneeënetappe was een prooi voor Geminiani, maar in de volgende etappe toonde Coppi opnieuw zijn superioriteit. In de beklimmingen van de Tourmalet en de Aubisque, en kort voor de finish in Pau pakte hij beide keren een voorsprong, maar liet daarna de anderen weer terugkomen. Hij won uiteindelijk de etappe met 3 seconden voorsprong, maar zijn overmacht was dusdanig duidelijk geworden, dat om nog iets van een strijd over te houden, de organisatie besloot de prijs voor de tweede plaats te verdubbelen. In de etappe naar de Puy de Dome begon een groep van 5, met daarin Geminiani en Gino Bartali, met 1 1/2 minuut voorsprong aan de klim. Coppi ontsnapte uit de tweede groep, en reed vervolgens iedereen voorbij, waarmee hij alle drie de aankomsten bergop op zijn naam schreef. Hij was deze Ronde ongenaakbaar.
- Aantal ritten: 23
- Totale afstand: 4898 km
- Gemiddelde snelheid: 32.233 km/u
- Aantal deelnemers: 123
- Aantal uitgevallen: 57

## Belgische en Nederlandse prestaties
In totaal namen er 12 Belgen en 8 Nederlanders deel aan de Tour van 1952.

### Belgische etappezeges
- Rik Van Steenbergen won de 1e etappe van Brest naar Rennes.
- André Rosseel won de 2e etappe van Rennes naar Le Mans en de 16e etappe van Perpignan naar Toulouse.

### Nederlandse etappezeges
- Jan Nolten won de 12e etappe van Sestriere naar Monaco.
- Hans Dekkers won de 19e etappe van Pau naar Bordeaux.

## Etappes

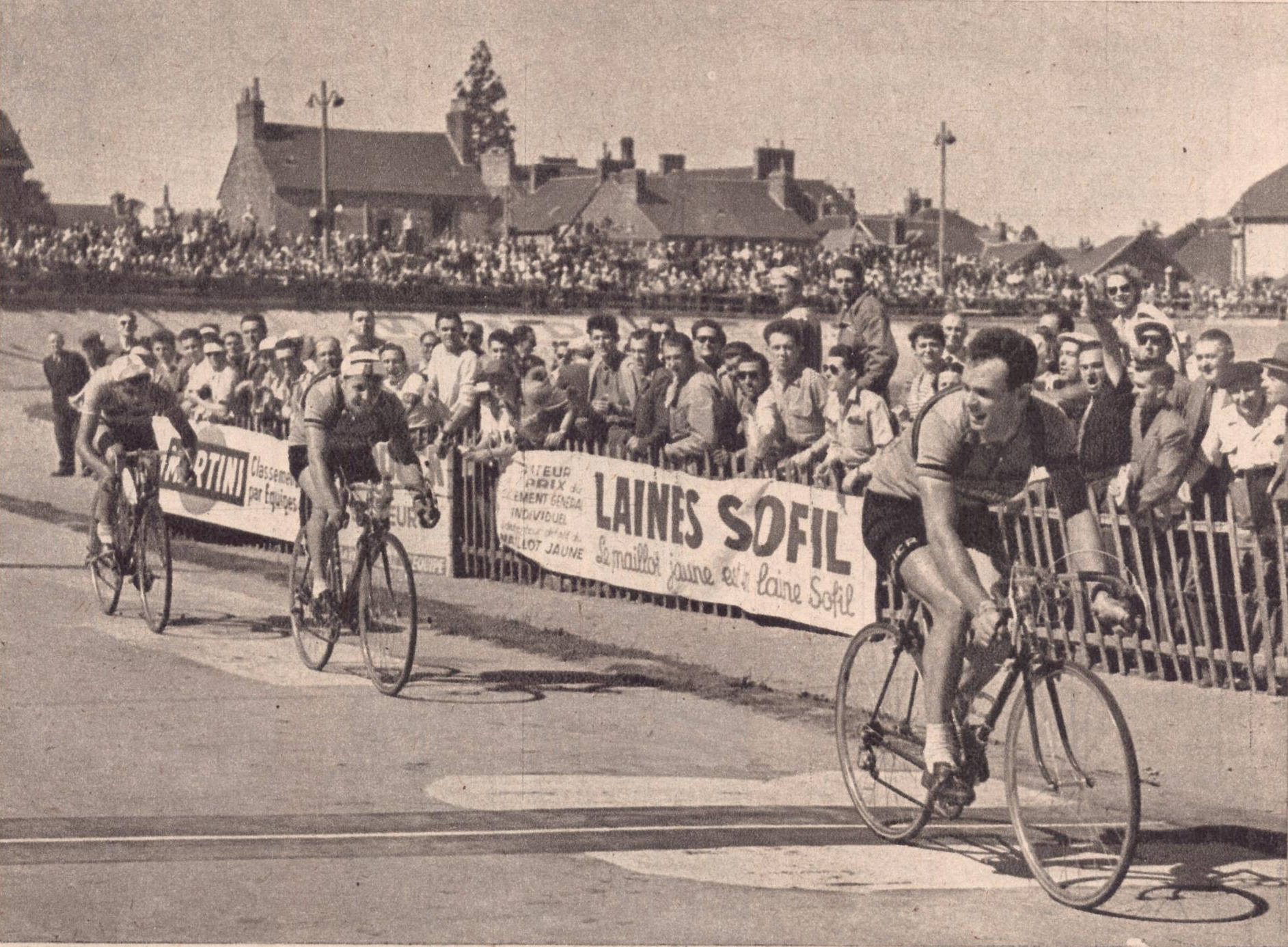
Rik Van Steenbergen wint de eerste etappe in Rennes. Hij zal de gele trui 2 dagen behouden.

- 1e Etappe Brest - Rennes: Rik Van Steenbergen (Bel)
- 2e Etappe Rennes - Le Mans: André Rosseel (Bel)
- 3e Etappe Le Mans - Rouen: Nello Lauredi (Fra)
- 4e Etappe Rouen - Roubaix: Pierre Molineris (Fra)
- 5e Etappe Roubaix - Namen: Jean Diederich (Lux)
- 6e Etappe Namen - Metz: Fiorenzo Magni (Ita)
- 7e Etappe Metz - Nancy: Fausto Coppi (Ita)
- 8e Etappe Nancy - Mulhouse: Raphaël Geminiani (Fra)
- 9e Etappe Mulhouse - Lausanne: Walter Diggelmann (Zwi)
- 10e Etappe Lausanne - Alpe d'Huez: Fausto Coppi (Ita)
- 11e Etappe Alpe d'Huez - Sestriere: Fausto Coppi (Ita)
- 12e Etappe Sestriere - Monaco: Jan Nolten (Ned)
- 13e Etappe Monaco - Aix-en-Provence: Raoul Rémy (Fra)
- 14e Etappe Aix-en-Provence - Avignon: Jean Robic (Fra)
- 15e Etappe Avignon - Perpignan: Georges Decaux (Fra)
- 16e Etappe Perpignan - Toulouse: André Rosseel (Bel)
- 17e Etappe Toulouse - Bagnères-de-Bigorre: Raphaël Geminiani (Fra)
- 18e Etappe Bagnères-de-Bigorre - Pau: Fausto Coppi (Ita)
- 19e Etappe Pau - Bordeaux: Hans Dekkers (Ned)
- 20e Etappe Bordeaux - Limoges: Jacques Vivier (Fra)
- 21e Etappe Limoges - Clermont-Ferrand (Puy de Dôme): Fausto Coppi (Ita)
- 22e Etappe Clermont-Ferrand - Vichy: Fiorenzo Magni (Ita)
- 23e Etappe Vichy - Parijs: Antonin Rolland (Fra)

## In populaire cultuur
Van 1947 tot en met 1964 tekende de Belgische striptekenaar Marc Sleen een jaarlijks humoristisch verslag van alle ritten van de Ronde van Frankrijk in zijn stripreeks  De Ronde van Frankrijk. Ook de Tour van 1952 was hierbij.
 winnaars gele trui · 
 puntenklassement · 
 bergklassement · 
 jongerenklassement · 
 tussensprintklassement · 
 combinatieklassement · 
 ploegenklassement · 
 strijdlust · 
rode lantaarn
records · meeste deelnames · ranglijst etappewinnaars · bekende beklimmingen · valpartijen · dopinggevallen · Grand Départ · Souvenir Henri Desgrange
1903 · 
1904 · 
1905 · 
1906 · 
1907 · 
1908 · 
1909 · 
1910 · 
1911 · 
1912 · 
1913 · 
1914 ·
1915 ·
1916 ·
1917 ·
1918 · 
1919 · 
1920 · 
1921 · 
1922 · 
1923 · 
1924 · 
1925 · 
1926 · 
1927 · 
1928 · 
1929 · 
1930 · 
1931 · 
1932 · 
1933 · 
1934 · 
1935 · 
1936 · 
1937 · 
1938 · 
1939 · 
1940 ·
1941 ·
1942 ·
1943 ·
1944 ·
1945 ·
1946 ·
1947 · 
1948 · 
1949 · 
1950 · 
1951 · 
1952 · 
1953 · 
1954 · 
1955 · 
1956 · 
1957 · 
1958 · 
1959 · 
1960 · 
1961 · 
1962 · 
1963 · 
1964 · 
1965 · 
1966 · 
1967 · 
1968 · 
1969 · 
1970 · 
1971 · 
1972 · 
1973 · 
1974 · 
1975 · 
1976 · 
1977 · 
1978 · 
1979 · 
1980 · 
1981 · 
1982 · 
1983 · 
1984 · 
1985 · 
1986 · 
1987 · 
1988 · 
1989 · 
1990 · 
1991 · 
1992 · 
1993 · 
1994 · 
1995 · 
1996 · 
1997 · 
1998 · 
1999 · 
2000 · 
2001 · 
2002 · 
2003 · 
2004 · 
2005 · 
2006 · 
2007 · 
2008 · 
2009 · 
2010 · 
2011 · 
2012 · 
2013 · 
2014 · 
2015 · 
2016 · 
2017 · 
2018 · 
2019 ·
2020 · 
2021 · 
2022 · 
2023 · 
2024 · 
2025